# Поповка (Херсонская область)
Поповка (укр. Попівка) — село в Генической городской общине Генического района Херсонской области Украины.
Население по переписи 2001 года составляло 136 человек. Почтовый индекс — 75573. Телефонный код — 5534. Код КОАТУУ — 6522188007.

## Местный совет
75570, Херсонская обл., Генический р-н, с. Чонгар, ул. Гагарина, 20а